# Sansteel Minguang
Sansteel Minguang, ook Sanming Steel en Sangang Group genoemd, Chinees: 三钢闽光, is een grote Chinese staalgroep uit de provincie Fujian. Met een ruwstaalproductie van ruim 11 miljoen ton in 2021 behoort het staatsbedrijf tot de grotere staalproducenten in de wereld.

## Activiteiten
Sansteel Minguang produceert staven, betonwapening en H-profielen voor de bouw. Het produceert ook walsdraad waarmee allerlei zaken als schroeven en kettingen gemaakt worden. Verder produceert het stalen platen. Daarvan worden onder meer bouw- en infrastructuurwerken, bouwmachines, vaten en onderdelen van het chassis en de aandrijflijn van voertuigen van gemaakt. Voor specifieke toepassingen worden harde en slijtvaste platen geproduceerd.
Naast staal verkoopt het bedrijf ook nevenproducten zoals koolteer en ammoniumsulfaat. Het is voornamelijk actief op de Chinese thuismarkt.

### Fabrieken
| fabriek            | plaats    | producten                      | ruwstaalcapaciteit |
| ------------------ | --------- | ------------------------------ | ------------------ |
| Sansteel Minguang  | Sanming   | platen, staven, walsdraad      | 6,8 mt/jaar        |
| Quanzhou Minguang  | Quanzhou  | staven, walsdraad              | 2,55 mt/jaar       |
| Luoyuan Minguang   | Fuzhou    | staven, walsdraad, H-profielen | 2,33 mt/jaar       |
| Zhangzhou Minguang | Zhangzhou | bandstaal                      | n.v.t.             |

## Geschiedenis
De IJzer- en Staalfabriek van Fujian Sanming werd in 1958 opgericht in het kader van het Tweede Vijfjarenplan. In 2000-01 werd het bedrijf gereorganiseerd tot een groep met het staalbedrijf als dochteronderneming. In januari 2007 werd die dochteronderneming op de Beurs van Shenzhen genoteerd.
In 2014 nam Sansteel Minguang Sanjin Steel over, dat hierop Luoyuan Minguang werd.
In 2018 nam de groep Sanan Steel over, dat werd hernoemd tot Quanzhou Minguang.